# УЕФА суперкуп 2010.
УЕФА суперкуп 2010. је био 35. УЕФА Суперкуп, годишња фудбалска утакмица између победника претходне сезоне УЕФА Лиге шампиона и победник Купа УЕФА. Утакмица је држана на Стаде Луј II у Монаку 27. августа 2010. У њему су учествовали Интер из Милана, који је освојио УЕФА Лигу шампиона 2009–10, и Атлетико Мадрид, који је освојио УЕФА Лигу Европе 2009–10. Ниједна екипа се раније није такмичила у УЕФА Суперкупу. Као део суђења које је почело у УЕФА Лиги Европе 2009–10, у овом мечу су коришћена два додатна службена лица, по један на свакој гол-линији.

## Позадина
Први пут откако је Челси играо са Реал Мадридом 1998. године, оба тима су играла у свом првом УЕФА Суперкупу. Интер Милан је стигао до Суперкупа као победник УЕФА Лиге шампиона 2009–10, пошто је у финалу на стадиону Сантјаго Бернабеу у Мадриду победио Бајерн из Минхена са 2–0, док је Атлетико Мадрид победио Фулам са 2–1 у УЕФА Европској лиги 2010. године од свог првог великог финала Европске лиге на Фолкспаркстадиону у Хамбургу у Купу победника купова 1962. Иако Лига шампиона 2009–10 није била прва Интер-ова европска титула, Суперкуп је успостављен тек осам година након последње победе у Европском купу 1965. године, а победници Купа УЕФА нису се квалификовали за Суперкуп све до укидања УЕФА Купа победника купова 1999. године (Интер је последњи пут освојио куп 1998. али никада нису освојили Куп победника купова. Атлетикова победа у Купу победника купова 1962. такође је дошла пре оснивања Суперкупа.
Интер и Атлетико Мадрид никада нису играли један против другог у европским такмичењима, а оба тима су имала 50% успешности против тимова из друге земље: у 37 мечева против шпанског противника, Интер је победио и изгубио 13 мечева, док је преосталих 11 завршено нерешено, док је Атлетико победио шест, изгубио шест и одиграо два ремија против италијанских екипа.

## Место одржавања и продаја карата
Стадион Луј II у Монаку је такође био место одржавања УЕФА Суперкупа од 1998. године. Изграђен је 1985. године, а дом је АС Монака, који игра у систему француске лиге.
Отприлике 30% од 18.500 седишта на стадиону било је резервисано за навијаче сваког од два укључена тима. Ове улазнице су биле доступне и могле су се купити само у ова два клуба.  Отприлике 1.500 преосталих карата пуштено је у продају широј јавности преко веб странице УЕФА 5. јула 2010. пријаве су затворене 16. јула. Како је број пријава премашио број доступних карата, извршило се насумично гласање како би се одредила подела улазница.

## Утакмица

### Детаљи
| Интер Милано | 0–2      | Атлетико Мадрид        |
| ------------ | -------- | ---------------------- |
|              | Извештај | Рејес 62’ · Агверо 83’ |

| Интер Милано | Атлетико Мадрид |

|                  |    |                    |       |     |
|                  |    |                    |       |     |
| GK               | 1  | Жулио Сезар        |       |     |
| RB               | 13 | Маикон             |       |     |
| CB               | 25 | Валтер Самуел      | 90+2’ |     |
| CB               | 6  | Лусио              |       |     |
| LB               | 26 | Кристијан Киву     |       |     |
| CM               | 5  | Дејан Станковић    |       | 68’ |
| CM               | 4  | Хавијер Занети (c) |       |     |
| CM               | 19 | Естебан Камбијасо  |       |     |
| AM               | 10 | Весли Снајдер      |       | 79’ |
| AM               | 9  | Самјуел Ето        |       |     |
| CF               | 22 | Дијего Милито      |       |     |
| Резервни играчи: |    |                    |       |     |
| GK               | 12 | Лука Кастелаци     |       |     |
| DF               | 2  | Иван Кордоба       |       |     |
| DF               | 23 | Марко Матераци     |       |     |
| MF               | 17 | Мекдоналд Марига   |       |     |
| MF               | 29 | Филипе Кутињо      |       | 79’ |
| FW               | 27 | Горан Пандев       |       | 68’ |
| FW               | 88 | Жонатан Бијабијани |       |     |
| Менаџер:         |    |                    |       |     |
| Рафаел Бенитез   |    |                    |       |     |

|                    |    |                     |     |       |
|                    |    |                     |     |       |
| GK                 | 13 | Давид де Хеа        |     |       |
| RB                 | 17 | Томаш Ујфалуши      |     |       |
| CB                 | 21 | Луис Амаранто Переа |     |       |
| CB                 | 15 | Дијего Годин        |     |       |
| LB                 | 18 | Алваро Домингес     |     |       |
| DM                 | 12 | Пауло Асунсан       |     |       |
| RW                 | 19 | Хосе Антонио Рејес  |     | 69’   |
| AM                 | 8  | Раул Гарсија        | 89’ |       |
| LW                 | 20 | Симао Саброза (c)   | 85’ | 90+1’ |
| CF                 | 10 | Серхио Агверо       |     |       |
| CF                 | 7  | Дијего Форлан       |     | 82’   |
| Резервни играчи:   |    |                     |     |       |
| GK                 | 27 | Хоел Роблес         |     |       |
| DF                 | 3  | Антонио Лопес       |     |       |
| MF                 | 4  | Марио Суарес        |     |       |
| MF                 | 6  | Игнасио Камачо      |     | 90+1’ |
| MF                 | 9  | Хосе Мануел Хурадо  |     | 82’   |
| MF                 | 11 | Фран Мерида         |     | 69’   |
| FW                 | 22 | Дијего Коста        |     |       |
| Менаџер:           |    |                     |     |       |
| Кике Санчез Флорес |    |                     |     |       |

| Играч утакмице: Хосе Антонио Рејес (Атлетико Мадрид) Помоћне судије: Матијас Арнет (Швајцарска) Мануел Наваро (Швајцарска) Четврти судија:' Саша Кевер (Швајцарска) Додатне помоћне судије: Стефан Студер (Швајцарска) Цирил Цимерман (Швајцарска) | Правила утакмице - Игра се 90 минута - У случају нерешеног играју се продужици 30 минута до златног гола ако је потребно - Приступа се извођењу једанаестераца ако је резултати и даље изједначен - Седам именованих замена, од којих се могу користити до три |